# Roger Verplaetse
Roger Verplaetse (né le 24 octobre 1931 à Sijsele, et mort le 6 novembre 2023) est un coureur cycliste belge, principalement actif dans les années 1950.

## Biographie
Chez les amateurs, Roger Verplaetse obtient notamment diverses places d'honneur sur des étapes de la Course de la Paix en 1954. Il évolue ensuite au niveau professionnel entre 1955 et 1960. Durant cette période, il remporte une édition du Prix national de clôture ainsi que diverses étapes du Tour des Pays-Bas et du Tour du Levant. Il termine par ailleurs deuxième du championnat de Belgique en 1957, ou encore troisième d'une étape du Tour d'Espagne en 1958.

## Palmarès et résultats

### Palmarès par année
- 1956
  - Aalter-Bruxelles
  - Circuit des régions flamandes
  - 5e étape du Tour des Pays-Bas
  - Prix national de clôture
- 1957
  - 2e du championnat de Belgique sur route
  - 2e du Circuit du Houtland
- 1958
  - 2e et 3e (contre-la-montre par équipes) étapes du Tour du Levant

### Résultats sur les grands tours

#### Tour d'Espagne
1 participation
- 1958 : abandon (7e étape[4])